# クリスティアン・ガンボア
クリスティアン・エステバン・ガンボア・ルナ（Cristian Esteban Gamboa Luna、1989年10月24日 - ）は、コスタリカ・リベリア出身のプロサッカー選手。コスタリカ代表。ポジションは、ディフェンダー。

## 経歴

### クラブ
2016年8月、セルティックFCと3年契約を結んだ。

### 代表
2009年、CONCACAF U-20選手権とFIFA U-20ワールドカップに参加した。
2010年1月、アルゼンチンとの親善試合で初キャップ。2014 FIFAワールドカップ・北中米カリブ海3次予選・ガイアナ戦で代表初ゴール。2014 FIFAワールドカップでは全5試合に出場した。

## 代表歴

### 出場大会
- コスタリカ代表
  - 2014 FIFAワールドカップ
  - 2018 FIFAワールドカップ

### 試合数
- 国際Aマッチ 79試合 3得点（2010年-2020年）[4]

| コスタリカ代表 | 国際Aマッチ | 国際Aマッチ |
| 年             | 出場        | 得点        |
| -------------- | ----------- | ----------- |
| 2010           | 4           | 0           |
| 2011           | 4           | 0           |
| 2012           | 3           | 1           |
| 2013           | 12          | 0           |
| 2014           | 10          | 0           |
| 2015           | 12          | 1           |
| 2016           | 7           | 1           |
| 2017           | 11          | 0           |
| 2018           | 11          | 0           |
| 2019           | 4           | 0           |
| 2020           | 1           | 0           |
| 通算           | 79          | 3           |

### 得点
| No | 開催日         | 会場                     | 対戦国     | スコア | 結果 | 試合概要                    |
| -- | -------------- | ------------------------ | ---------- | ------ | ---- | --------------------------- |
| 1  | 2012年10月16日 | エスタディオ・ナシオナル | ガイアナ   | 2–0    | 7–0  | 2014 FIFAワールドカップ予選 |
| 2  | 2015年11月13日 | エスタディオ・ナシオナル | ハイチ     | 1–0    | 1–0  | 2018 FIFAワールドカップ予選 |
| 3  | 2016年5月28日  | エスタディオ・ナシオナル | ベネズエラ | 2–1    | 2–1  | 親善試合                    |

## タイトル
ムニシパル・リベリア
- プリメーラ・ディビシオン: 2009 クラウスーラ

FCコペンハーゲン
- デンマーク・カップ: 2011–12[5]

セルティックFC
- スコティッシュカップ (1): 2016-17
- スコティッシュリーグカップ (2): 2016-17[6], 2017-18
- スコティッシュ・プレミアシップ (2): 2016-17, 2017-18

コスタリカ代表
- CONCACAF U-20選手権: 2009